# Tobozfülőke
A tobozfülőke (Strobilurus) a kalaposgombák rendjébe sorolt szegfűgombafélék (Marasmiaceae) családjának egyik nemzetsége.

## Megjelenése, felépítése
Apró termetű. Tönkje a kalaphoz képest hosszú, a talajban mélyen folytatódó, igen vékony és porcosan merev.

## Életmódja, termőhelye
Az erdő talajába süllyedt fenyőtobozból tör a felszínre, ekképpen táplálékspecialistának tekinthető. Strobilurin nevű antibiotikumot termel.